# Füzesgyarmat
Füzesgyarmat [fyzešďarmat] (rumunsky Fizeș-Iermata, ukrajinsky Фюзешдьярмат, Fjuzešďjarmat, také Vrbové Ďarmoty, Vrbica, Vrbice) je město v jihovýchodním Maďarsku v župě Békés, těsně u hranic se župou Hajdú-Bihar, spadající pod okres Szeghalom. Nachází se asi 52 km severovýchodně od Békéscsaby. V roce 2015 zde žilo 5 774 obyvatel. Podle statistik z roku 2011 zde byli 84,1 % Maďaři, 1,7 % Romové, 0,2 % Rumuni a 0,2 % Němci.
Blízko města prochází řeka Berettyó. Nejbližšími městy jsou Berettyóújfalu, Karcag, Püspökladány a Szeghalom. Blízko jsou též obce Biharnagybajom, Bucsa, Darvas a Kertészsziget.